# 多佛空軍基地
多佛空軍基地是位於美國特拉華州肯特縣的一個空军基地和人口普查指定地區。

## 地理
多佛空軍基地的座標為39°07′42″N 75°27′53″W / 39.12833°N 75.46472°W，而該地最高點為海拔高度9米（即28英尺）。

## 人口
根據2010年美國人口普查的數據，多佛空軍基地的面積為1.70平方千米，當中陸地面積為1.70平方千米，而水域面積為0.00平方千米。當地共有人口3450人，而人口密度為每平方千米2,029人。